# Max de Terra
Max de Terra (n. 6 octombrie 1918 - d. 29 decembrie 1982) a fost un pilot elvețian de Formula 1 care a evoluat în Campionatul Mondial între anii 1952 și 1953.